# 구 영릉 석물 - 석마상1
석마상1(石馬像1)은 서울특별시 동대문구, 세종대왕기념관 경내에 있는 조선시대의 석상이다. 2002년 3월 15일 서울특별시의 유형문화재 제42-8호로 지정되었다.

## 개요
石馬像은 石人像들의 뒤에 세우던 石物로서 현재 2기가 남아 있다. 2基 모두 목 부분이 부러진 채 발굴되었는데, 유형문화재 제 42-9호는 부러진 부분을 찾지 못해 현재 목부분이 절단된 채로 서 있다.
石馬像 역시 매우 사실적이고 섬세한 조각 수법을 보여주고 있는데, 신체 각 부분과 근육에는 양감이 풍부하게 나타나 있고 갈귀와 귀는 사실적으로 묘사되었다. 臺石과 네 다리 안의 모습은 石羊像과 같다.

## 같이 보기
- 구 영릉 석물

## 참고 자료
- 구 영릉 석물 - 석마상1 - 국가유산청 국가유산포털